# Mt. Gox
Mt. Gox foi uma corretora de bitcoin com sede em Shibuya, Tóquio, Japão . Lançada em 2010, ela era responsável por mais de 70% de todas as transações com Bitcoin (BTC) em todo o mundo até o início de 2014, quando cessou abruptamente suas operações em meio a revelações de seu envolvimento na perda/roubo de centenas de milhares de bitcoins, então avaliados em centenas de milhões em Dólares americanos.
Em fevereiro de 2014, a Mt. Gox suspendeu as negociações em sua plataforma, tirou seu site do ar e entrou com um pedido de proteção contra falência. Em abril de 2014, a empresa iniciou um processo de liquidação. Embora 200.000 bitcoins tenham sido “encontrados” desde então, os motivos do desaparecimento – roubo, fraude, má gestão ou uma combinação destes — inicialmente não eram claros. Novas evidências apresentadas em abril de 2015 pela empresa de segurança de Tóquio WizSec os levaram a concluir que “a maioria ou todos os bitcoins perdidos foram roubados diretamente da carteira de criptomoedas da Mt. Gox ao longo do tempo, começando no final de 2011”.

## Fundação (2006–2010)
No final de 2006, o programador Jed McCaleb teve a ideia de desenvolver um site para usuários do serviço de jogos de cartas negociáveis Magic: The Gathering Online, para permitir que eles negociassem cartas "Magic: The Gathering Online" como ações. Em janeiro de 2007, ele comprou o nome de domínio mtgox.com, abreviação de "Magic: The Gathering Online eXchange". Inicialmente em versão beta, por volta do final de 2007, o serviço foi lançado por aproximadamente três meses antes de McCaleb passar para outros projetos, tendo decidido que não valia a pena dedicar seu tempo. Em 2009, ele reutilizou o nome de domínio para anunciar seu jogo de cartas The Far Wilds .
Em julho de 2010, McCaleb leu sobre bitcoin no Slashdot, e decidiu que a comunidade de bitcoin precisava de uma corretora para negociar bitcoins e moedas normais. Em 18 de julho, a Mt. Gox lançou seu serviço de cotação de câmbio e preços, implantando-o no nome de domínio mtgox.com .

## Violação de segurança, vazamento de banco de dados de usuários e endereços inválidos (2011)
Em março de 2011, McCaleb vendeu o site para o desenvolvedor francês Mark Karpelès, que morava no Japão. Ao anunciar a venda, o fundador afirmou: "A Mt. Gox será o que tem potencial de ser, ela exige mais tempo do que tenho agora. Então decidi passar a tocha para alguém mais capaz de levar o site para o próximo nível." </link>
Em 13 de junho de 2011, a Mt. Gox relatou que 25.000 bitcoins (US$ 400.000 na época) foram roubados de 478 contas. Então, na sexta-feira, 17 de junho, o banco de dados de usuários da Mt. Gox vazou para venda no pastebin, assinado por ~cRazIeStinGeR~ e vinculado a auto36299386@hushmail.com . O roubo de Bitcoins das contas da Mt. Gox continuou, supostamente, ao longo daquele dia. Em 19 de junho, uma série de negociações fraudulentas fez com que o preço nominal de um bitcoin caísse fraudulentamente para um centavo na Mt. Gox, depois que um hacker supostamente usou credenciais de um computador comprometido de um auditor da Mt. Gox para transferir um grande número de bitcoins. ilegalmente para si mesmo. Ele usou o software da corretora para vender todos eles nominalmente, criando uma enorme ordem de “ venda ” a qualquer preço. Em poucos minutos, o preço foi corrigido para o valor correto negociado pelos usuários. Contas com o equivalente a mais de US$ 8.750.000 foram afetadas. Para provar que a Mt. Gox ainda tinha o controle das moedas, a movimentação de 424.242 bitcoins do "armazenamento frio" para um endereço Mt. Gox foi anunciado antecipadamente e executado no Bloco 132749.
Em outubro de 2011, cerca de duas dezenas de transações apareceram na blockchain (Bloco 150951)  que enviaram um total de 2.609 bitcoins para endereços inválidos. Como nenhuma chave privada poderia ser atribuída a eles, esses bitcoins foram efetivamente perdidos. Embora o software cliente padrão do Bitcoin verificasse tal erro e rejeitasse as transações, os nós da rede não o fariam, expondo uma fraqueza no protocolo . </link>

## Maior volume de negociações mundiais de bitcoin; problemas (2013)

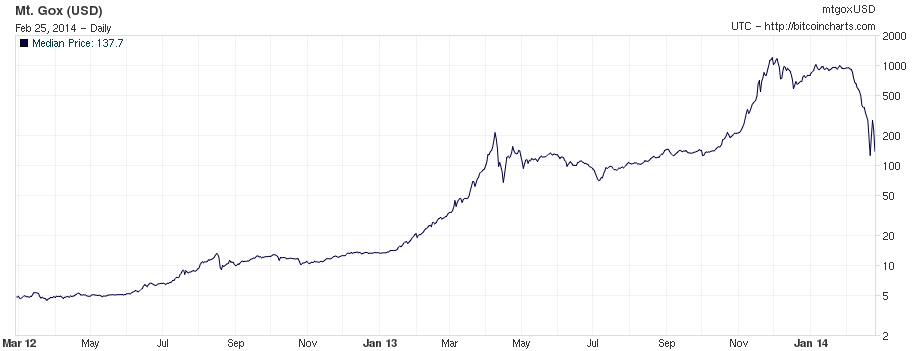
Histórico de preços do bitcoin em escala logarítmica em dólares americanos na corretora Mt. Gox de fevereiro de 2012 até seu encerramento em fevereiro de 2014

Em 22 de fevereiro de 2013, após a introdução de novos requisitos antilavagem de dinheiro pela empresa de sistemas de comércio eletrónico e pagamentos online Dwolla, algumas contas foram temporariamente restritas. Como resultado, as transações da Mt. Gox para essas contas foram canceladas pela Dwolla. Os fundos nunca voltaram para as contas da Mt. Gox. O suporte técnico da Mt. Gox emitiu o seguinte comentário: "Informamos que você não tem permissão para cancelar quaisquer saques recebidos da Mt. Gox, pois nunca tivemos esse caso antes e estamos trabalhando com a Dwolla para localizar seus fundos devolvidos. " Os fundos foram finalmente devolvidos em 3 de maio, quase três meses depois, com uma nota: "Avisamos nunca mais cancelar nenhum saque nosso de Dwolla". </link>
Em março de 2013, o log de transações de bitcoin ou “ blockchain ” bifurcou-se temporariamente em dois logs independentes, com regras diferentes sobre como as transações poderiam ser aceitas. Como resultado, a corretora Mt. Gox interrompeu brevemente os depósitos de bitcoin. O preço do Bitcoin caíu brevemente 23%, para US$ 37, conforme o evento ocorreu, antes de se recuperar ao nível anterior (aproximadamente US$ 48) nas horas seguintes.
Em abril de 2013 e em 2014, o site cresceu a ponto de lidar com mais de 70% das negociações mundiais de bitcoin, como o maior intermediário de bitcoin e a principal corretora de bitcoin do mundo. Com os preços aumentando rapidamente, a Mt. Gox suspendeu as negociações de 11 a 12 de abril para um “esfriamento do mercado”. O valor de um único bitcoin caiu para US$ 55,59 após a retomada das negociações, antes de se estabilizar acima de US$ 100. Em meados de maio de 2013, a Mt. Gox negociou 150.000 bitcoins por dia, de acordo com Bitcoin Charts.
Em 2 de maio de 2013, a CoinLab processou a Mt. Gox em US$ 75 milhões, alegando quebra de contrato. As empresas formaram uma parceria em fevereiro de 2013, sob a qual a CoinLab administraria todos os serviços da Mt. Gox na América do Norte. O processo da CoinLab alegou que a Mt. Gox não permitiu que ela transferisse clientes existentes dos EUA e do Canadá da Mt.
Em 15 de maio de 2013, o Departamento de Segurança Interna (DHS) dos EUA emitiu um mandado para apreender dinheiro da conta da subsidiária americana da Mt. Gox com o processador de pagamentos Dwolla. O mandado sugeria que a Imigração e Alfândega dos EUA, um ramo investigativo do DHS, afirmava que a subsidiária, que não era licenciada pela Rede de Execução de Crimes Financeiros dos EUA (FinCEN), estava operando como uma transmissora de dinheiro não registrada nos EUA. Entre maio e julho, o DHS apreendeu mais de US$ 5 milhões da subsidiária. Em 29 de junho de 2013, a Mt. Gox recebeu sua licença de negócio de serviços monetários (MSB) da FinCEN. </link>
A Mt. Gox suspendeu saques em dólares americanos em 20 de junho de 2013. A filial do Mizuho Bank em Tóquio que lidava com as transações da plataforma pressionou a corretora para encerrar sua conta. Em 4 de julho de 2013, a Mt. Gox anunciou que havia "retomado totalmente" os saques, mas em 5 de setembro de 2013, poucos saques em dólares americanos foram concluídos com sucesso.
Em 5 de agosto de 2013, a Mt. Gox anunciou que incorreu em "perdas significativas" devido depósitos que não haviam sido totalmente compensados, e que novos depósitos não seriam mais creditados até que a transferência de fundos fosse totalmente concluída.
A Wired Magazine informou em novembro de 2013 que os clientes estavam enfrentando atrasos de semanas a meses na retirada de dinheiro de suas contas. O artigo dizia que a empresa tinha "efetivamente sido excluída do sistema bancário dos EUA devido a seus problemas regulatórios".

## Saques e negociações suspensas; bitcoins desaparecidos (2014)
As reclamações dos clientes sobre longos atrasos de saques aumentaram a partir de fevereiro de 2014, com mais de 3.300 postagens em um tópico sobre o assunto no fórum on-line Bitcoin Talk. </link>
Em 7 de fevereiro de 2014, a Mt. Gox suspendeu todos os saques de bitcoin. A empresa disse que estava pausando os pedidos de saques “para obter uma visão técnica clara dos processos monetários”. A empresa emitiu um comunicado de imprensa em 10 de fevereiro de 2014, afirmando que o problema se devia à maleabilidade da transação: "Um bug no software bitcoin torna possível que alguém use a rede bitcoin para alterar os detalhes da transação para fazer com que pareça um envio de bitcoins. Como a transação parece não ter ocorrido corretamente, os bitcoins podem ser reenviados. A Mt Gox está trabalhando com a equipe de desenvolvimento principal do Bitcoin e outros para mitigar esse problema."
Em 17 de fevereiro de 2014, com todos os saques congelados na Mt. Gox e as corretoras concorrentes de volta à plena operação, a empresa publicou outro comunicado de imprensa indicando as medidas que afirmava estar tomando para resolver problemas de segurança. Em uma entrevista por e-mail ao Wall Street Journal, o CEO Mark Karpelès recusou-se a comentar sobre as crescentes preocupações dos clientes sobre a situação financeira da corretora, não deu uma data definitiva em que os saques seriam retomados e escreveu que a Mt. Gox imporia "novos limites diários e mensais" para saques se e quando forem retomados. Uma pesquisa com 3.000 clientes da Mt. Gox feita pela CoinDesk indicou que 68% dos clientes entrevistados ainda aguardavam fundos da corretora. O tempo médio de espera foi entre um e três meses, e 21% dos entrevistados estavam esperando há três meses ou mais.
No dia 20 de fevereiro de 2014, com todos os saques ainda interrompidos, a Mt. Gox emitiu mais um comunicado, não informando data para a retomada dos saques. Um protesto de dois entusiastas do bitcoin do lado de fora do prédio que abriga a sede da Mt. Gox em Tóquio continuou. Citando "preocupações de segurança", a Mt. Gox mudou seus escritórios para um local diferente em Shibuya. Os preços do Bitcoin cotados pela Mt. Gox caíram para menos de 20% dos preços em outras corretoras, refletindo a estimativa do mercado sobre a insolvência da Mt. Gox
Em 23 de fevereiro de 2014, o CEO da Mt. Gox, Mark Karpelès, renunciou ao conselho da Fundação Bitcoin . No mesmo dia, todas as postagens da conta da empresa no Twitter foram removidas.
Em 24 de fevereiro de 2014, a Mt. Gox suspendeu todas as negociações e horas depois seu site ficou offline, retornando uma página em branco. Um suposto documento interno de gestão de crise vazado afirmava que a empresa estava insolvente, depois de ter perdido 744.408 bitcoins em um suposto roubo que passou despercebido durante anos.
Seis outras grandes corretoras de bitcoin divulgaram uma declaração conjunta distanciando-se da Mt. Gox, pouco antes do site da empresa sair do ar.
Em 25 de fevereiro de 2014, a Mt. Gox informou em seu site que "foi tomada a decisão de encerrar todas as transações por enquanto", citando "notícias recentes e as possíveis repercussões nas operações da Mt Gox". O presidente-executivo, Mark Karpelès, disse à Reuters que a Mt. Gox estava "em um ponto de inflexão".
De 1º de fevereiro de 2014 até o final de março, durante o período dos problemas do Mt. Gox, o valor do bitcoin caiu 36%.
O Departamento de Justiça dos Estados Unidos identificou Alexander Vinnik, proprietário da corretora de bitcoins BTC-e, como uma suposta figura-chave na lavagem dos bitcoins roubados da Mt. Gox.

## Falência; bitcoins roubados (2014-presente)
Em 28 de fevereiro de 2014, a Mt. Gox entrou com um pedido de proteção contra falência de credores chamada minji saisei (ou reabilitação civil) para permitir que os tribunais em Tóquio procurassem um comprador, relatando que tinha passivos de cerca de 6,5 bilhões de ienes (US$ 65 milhões, na época) e 3,84 bilhões de ienes em ativos.
A empresa disse que perdeu quase 750 mil bitcoins de seus clientes e cerca de 100 mil de seus próprios bitcoins, totalizando cerca de 7% de todos os bitcoins em circulaçao. O montante estava avaliado em cerca de US$ 473. milhões. A Mt. Gox divulgou um comunicado dizendo: “A empresa acredita que há uma grande possibilidade de que os bitcoins tenham sido roubados”, culpou os hackers e iniciou uma busca pelos bitcoins desaparecidos. O diretor executivo da corretora, Karpelès, disse que problemas técnicos abriram caminho para saques fraudulentos.
A Mt. Gox também enfrentou ações judiciais de seus clientes.
Em 9 de março de 2014, a Mt. Gox entrou com pedido de proteção contra falência nos EUA, para suspender temporariamente a ação legal nos EUA por credores e clientes que alegaram que a corretora era uma fraude.
Em 20 de março de 2014, a Mt. Gox informou em seu site que encontrou 199.999,99 bitcoins — avaliados em cerca de US$ 116. milhões — em uma antiga carteira digital usada antes de junho de 2011. </link> Isso reduziu o número total de bitcoins que a empresa perdeu de 850.000 para 650.000. [ fonte não primária necessária ]
Novas evidências apresentadas em abril de 2015 pela empresa de segurança WizSec de Tóquio os levaram a concluir que “a maioria ou todos os bitcoins perdidos foram roubados diretamente das carteiras quentes (online) da Mt. Gox ao longo do tempo, começando no final de 2011”.
Em 14 de abril, os advogados da Mt. Gox disseram que Karpelès não compareceria para depoimento em um tribunal de Dallas, nem atenderia a uma intimação da FinCEN. Em 16 de abril de 2014, a Mt. Gox desistiu de seu plano de reestruturação sob proteção contra falência e pediu a um tribunal de Tóquio que permitisse sua liquidação.
Em uma entrevista de 6 de janeiro de 2015, o CEO da corretora Kraken, Jesse Powell, discutiu sua nomeação para ser administrador da falência e auxiliar no processamento de reivindicações dos 127.000 credores da Mt. Gox
Karpelès, o então CEO da Mt. Gox foi preso em agosto de 2015 pela polícia japonesa e acusado de fraude, apropriação indébita e de manipulação do sistema da Mt. Gox para aumentar o saldo de uma conta — esta acusação não estava relacionada com os 650.000 bitcoins desaparecidos. Depois que ele foi interrogado, os promotores japoneses o acusaram de se apropriar indevidamente de ¥ 315 milhões (US$ 2,6 milhões) de bitcoins depositados em contas dos usuários da Mt. Gox, e movê-los para uma conta que ele controlava, aproximadamente seis meses antes da Mt. Gox falir
Em maio de 2016, os credores da Mt. Gox alegaram ter perdido US$ 2,4 trilhões quando a Mt. Gox faliu, e eles pediram que fossem ressarcidos. O administrador japonês que supervisiona a falência disse que apenas US$ 91 milhões em ativos foram encontrados para distribuição aos reclamantes, apesar da Mt. Gox ter afirmado nas semanas anteriores à falência que tinha mais de US$ 500 milhões em ativos. Os custos provisórios legais e contábeis do administrador até aquela data, a serem pagos em última instância pelos credores, foram de US$ 5,5 milhão.
Em março de 2018, o administrador Kobayashi disse que foram vendidos bitcoins suficientes para cobrir as reivindicações dos credores.
Em 14 de março de 2019, o Tribunal Distrital de Tóquio considerou Karpelès culpado de falsificar dados para inflar as participações da Mt. Gox em US$ 33,5 milhões, pelo que ele foi condenado a 30 meses de prisão, suspenso por quatro anos, o que significa que ele não cumprirá pena a menos que cometa crimes adicionais nos próximos quatro anos. O Tribunal absolveu Karpelès de uma série de outras acusações, incluindo peculato e abuso de confiança agravado, com base na sua convicção de que Karpelès agiu sem má intenção. No entanto, o veredito dizia que Karpelès infligiu “danos massivos à confiança dos seus usuários” e que “não havia desculpa” para ele “abusar do seu estatuto e autoridade para cometer atos criminosos inteligentes”. Karpelès emitiu um comunicado dizendo que estava “feliz por ser considerado inocente” nas acusações mais graves e estava discutindo como proceder com seus advogados em relação à sua condenação pela acusação de falsificação de dados.
Em 15 de janeiro de 2021, a Bloomberg News informou que a CoinLab Inc. havia feito um acordo com Nobuaki Kobayashi, o administrador da falência da Mt. Gox, e até 90% dos bitcoins restantes vinculados ao processo de falência seriam oferecido aos credores.
Na reunião de credores de 20 de outubro de 2021 foi anunciado que o Plano de Reabilitação Civil foi aceito por 99% dos credores (representando 83% do valor total dos direitos de voto) e que seriam fornecidos milhões de dólares em Bitcoin como compensação. O plano foi oficialmente aprovado em 16 de novembro de 2021.
Em 6 de abril de 2023, a Mt. Gox anunciou que o prazo para apresentação de pedidos de indenização por danos havia expirado. Os pagamentos estão prometidos para começar antes de 31 de outubro de 2023.
Em 6 de julho de 2022, um administrador japonês da Mt. Gox detinha cerca de 142.000 bitcoins.